# Kulstötning för herrar i friidrott vid olympiska sommarspelen 1996
Kulstötning för herrar vid olympiska sommarspelen 1996 i Atlanta avgjordes den 26 juli.

## Medaljörer
| Gren        | Guld               | Guld    | Silver            | Silver  | Brons                      | Brons   |
| Kulstötning | Randy Barnes · USA | 21,62 m | John Godina · USA | 20,79 m | Oleksandr Bagatj · Ukraina | 20,75 m |

## Resultat

### Kval

#### Grupp A
| Placering | Totalt | Idrottare                 | Försök | Försök | Försök | Längd   | Noteringar |
| Placering | Totalt | Idrottare                 | 1      | 2      | 3      | Längd   | Noteringar |
| --------- | ------ | ------------------------- | ------ | ------ | ------ | ------- | ---------- |
| 1         | 3      | Oliver-Sven Buder (GER)   | 19.76  | 20.43  | —      | 20.43 m |            |
| 2         | 4      | Randy Barnes (USA)        | X      | 19.70  | 20.42  | 20.42 m |            |
| 3         | 7      | Roman Virastjuk (UKR)     | 19.81  | —      | —      | 19.81 m |            |
| 4         | 8      | Dragan Perić (YUG)        | 19.61  | X      | 19.61  | 19.61 m |            |
| 5         | 9      | Dzimitrj Hantjaruk (BLR)  | 19.57  | X      | 19.17  | 19.57 m |            |
| 6         | 11     | Corrado Fantini (ITA)     | 18.63  | 19.40  | 19.00  | 19.40 m |            |
| 7         | 15     | Manuel Martínez (ESP)     | 19.12  | 18.93  | 18.90  | 19.12 m |            |
| 8         | 16     | Michael Mertens (GER)     | 18.57  | 18.90  | 19.07  | 19.07 m |            |
| 9         | 17     | Kent Larsson (SWE)        | 18.60  | 18.86  | 19.05  | 19.05 m |            |
| 10        | 18     | Arsi Harju (FIN)          | 18.56  | 19.01  | X      | 19.01 m |            |
| 11        | 19     | Giorgio Venturi (ITA)     | 18.60  | 18.98  | 18.52  | 18.98 m |            |
| 12        | 24     | Ilias Louka (CYP)         | 18.48  | 17.98  | X      | 18.48 m |            |
| 13        | 25     | Chima Ugwu (NGR)          | 18.39  | 18.35  | 18.33  | 18.39 m |            |
| 14        | 26     | Aleksej Sjidlovskij (RUS) | 17.84  | 18.34  | 18.37  | 18.37 m |            |
| 15        | 30     | Saulius Kleiza (LTU)      | 18.08  | 18.21  | 18.18  | 18.21 m |            |
| 16        | 34     | Anthony Leiato (ASA)      | 12.28  | X      | 13.02  | 13.02 m |            |
| —         | —      | Jenő Kóczián (HUN)        | X      | X      | X      | NM      |            |
| —         | —      | Sergej Rubtsov (KAZ)      | X      | —      | —      | NM      |            |

#### Grupp B
| Placering | Totalt | Idrottare                | Försök | Försök | Försök | Längd   | Noteringar |
| Placering | Totalt | Idrottare                | 1      | 2      | 3      | Längd   | Noteringar |
| --------- | ------ | ------------------------ | ------ | ------ | ------ | ------- | ---------- |
| 1         | 1      | Paolo Dal Soglio (ITA)   | 19.43  | 20.58  | —      | 20.58 m |            |
| 2         | 2      | John Godina (USA)        | 20.54  | —      | —      | 20.54 m |            |
| 3         | 5      | Oleksandr Bagatj (UKR)   | 20.23  | —      | —      | 20.23 m |            |
| 4         | 6      | C. J. Hunter (USA)       | 19.95  | —      | —      | 19.95 m |            |
| 5         | 10     | Oleksandr Klymenko (UKR) | 19.11  | 19.45  | X      | 19.45 m |            |
| 6         | 12     | Bilal Saad Mubarak (QAT) | 19.39  | 19.23  | 19.28  | 19.39 m |            |
| 7         | 13     | Dirk Urban (GER)         | 19.39  | 18.82  | 19.23  | 19.39 m |            |
| 8         | 14     | Mika Halvari (FIN)       | 19.37  | X      | 18.78  | 19.37 m |            |
| 9         | 20     | Jevgenij Paltjikov (RUS) | 18.75  | 18.83  | 18.96  | 18.96 m |            |
| 10        | 21     | Miroslav Menc (CZE)      | 18.69  | 18.13  | 18.42  | 18.69 m |            |
| 11        | 22     | Gert Weil (CHI)          | 18.64  | 18.67  | 18.58  | 18.67 m |            |
| 12        | 23     | Yojer Medina (VEN)       | X      | 18.49  | 18.53  | 18.53 m |            |
| 13        | 27     | Shaun Pickering (GBR)    | 18.29  | 18.23  | 17.45  | 18.29 m |            |
| 14        | 28     | Mikhalis Louka (CYP)     | 18.23  | 18.03  | 18.12  | 18.23 m |            |
| 15        | 29     | Khalid Al-Khalidi (KSA)  | 18.22  | X      | 17.83  | 18.22 m |            |
| 16        | 31     | Brad Snyder (CAN)        | 17.98  | X      | X      | 17.98 m |            |
| 17        | 32     | Viktor Bulat (BLR)       | 16.70  | 16.67  | 17.29  | 17.29 m |            |
| 18        | 33     | Sergej Kot (UZB)         | 16.51  | X      | 16.05  | 16.51 m |            |

### Final
| Placering | Idrottare                | Försök | Försök | Försök | Försök | Försök | Försök | Längd   | Noteringar |
| Placering | Idrottare                | 1      | 2      | 3      | 4      | 5      | 6      | Längd   | Noteringar |
| --------- | ------------------------ | ------ | ------ | ------ | ------ | ------ | ------ | ------- | ---------- |
| 1         | Randy Barnes (USA)       | 19.46  | 20.44  | X      | 20.26  | 20.32  | 21.62  | 21.62 m |            |
| 2         | John Godina (USA)        | X      | 19.91  | 19.98  | 20.64  | 20.79  | X      | 20.79 m |            |
| 3         | Oleksandr Bagatj (UKR)   | 20.41  | 20.50  | 20.29  | X      | X      | 20.75  | 20.75 m |            |
| 4         | Paolo Dal Soglio (ITA)   | 20.12  | 20.65  | 19.92  | 20.74  | 20.60  | X      | 20.74 m |            |
| 5         | Oliver-Sven Buder (GER)  | 20.16  | 19.92  | 20.37  | 20.13  | 20.51  | 19.71  | 20.51 m |            |
| 6         | Roman Virastjuk (UKR)    | 19.46  | 19.86  | 20.32  | 20.21  | 20.45  | X      | 20.45 m |            |
| 7         | C. J. Hunter (USA)       | 19.99  | 20.09  | 20.39  | X      | 20.25  | 20.35  | 20.39 m |            |
| 8         | Dragan Perić (YUG)       | 19.66  | 19.75  | 19.98  | X      | X      | 20.07  | 20.07 m |            |
|           |                          |        |        |        |        |        |        |         |            |
| 9         | Dzimitrj Hantjaruk (BLR) | X      | 19.79  | X      |        |        |        | 19.79 m |            |
| 10        | Bilal Saad Mubarak (QAT) | 19.11  | 19.33  | X      |        |        |        | 19.33 m |            |
| 11        | Corrado Fantini (ITA)    | 19.30  | X      | X      |        |        |        | 19.30 m |            |
| —         | Oleksandr Klymenko (UKR) | X      | X      | X      |        |        |        | NM      |            |